# Leonel Mena
Leonel Jonathan Mena Gutiérrez (Concepción, 23 de septiembre de 1982) es un exfutbolista chileno que jugaba como volante. Su último club profesional fue Deportes Vallenar.

## Clubes
| Club                      | País  | Año       |
| ------------------------- | ----- | --------- |
| Fernández Vial            | Chile | 2000-2006 |
| Universidad de Concepción | Chile | 2006-2009 |
| Universidad Católica      | Chile | 2009-2010 |
| Universidad de Concepción | Chile | 2010-2011 |
| Unión Española            | Chile | 2011-2012 |
| Palestino                 | Chile | 2012-2014 |
| Deportes Concepción       | Chile | 2014-2015 |
| Lota Schwager             | Chile | 2016-2017 |
| Deportes Vallenar         | Chile | 2017      |
| 21 de Mayo - Coronel      | Chile | 2019-2022 |

## Palmarés
| Título           | Club                      | País  | Año     |
| ---------------- | ------------------------- | ----- | ------- |
| Copa Chile       | Universidad de Concepción | Chile | 2008-09 |
| Primera División | Universidad Católica      | Chile | 2010    |
| Segunda División | Deportes Vallenar         | Chile | 2017    |